# Fleet Street

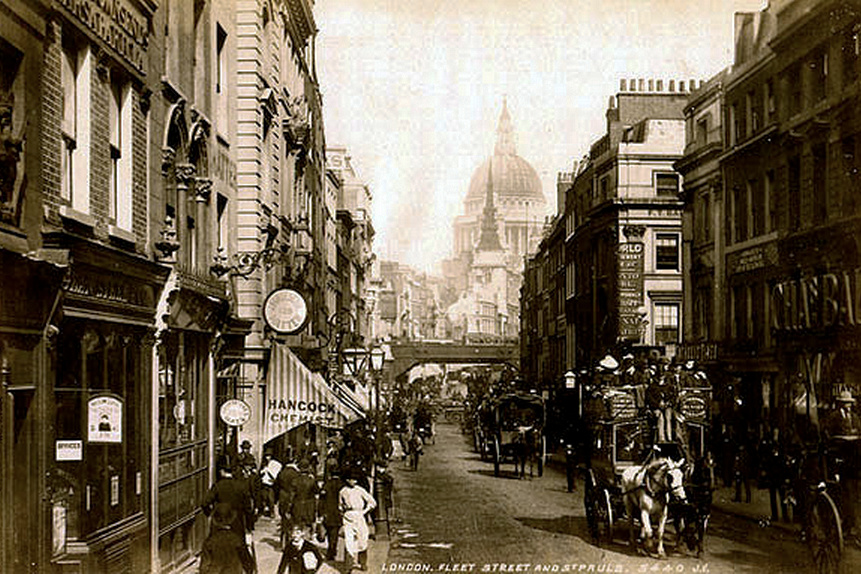
Fleet Street på 1890-talet.

Fleet Street är en gata i London, tidigare känd som Londons klassiska tidningsgata. Här hade de flesta av Londons tidningar sin hemvist fram till 1980-talet. Gatans namn lever dock kvar som begrepp för den nationella brittiska pressen. En svensk motsvarighet är Klarakvarteren.
På Fleet Street ligger sedan 1538 även en av Englands äldsta pubar, Ye Olde Cheshire Cheese.

## Geografi

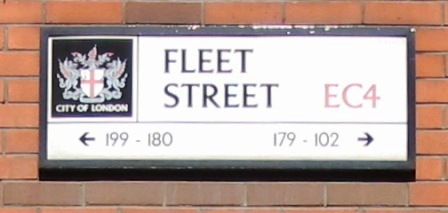
Gatuskylt från Fleet Street.

Fleet Street har fått sitt namn efter River Fleet, som går från Hampstead till Themsen vid västra sidan av City of London. Det är en av de äldsta gatorna utanför den ursprungliga staden. På 1200-talet var gatan känd som Fleet Bridge Street, och under tidigt 1300-tal blev gatan känd som endast Fleet Street.
De närmsta tunnelbanestationerna är Temple, Chancery Lane och Blackfriars, samt järnvägsstationen City Thameslink. Busslinjer som passerar gatan är linjerna 4, 11, 15, 23, 26, 76 och 172, som går längs hela gatan, medan linje 341 går mellan Temple Bar och Fetter Lane.